# Michelle Monaghan
Michelle Monaghan (n. 23 martie 1976, Winthrop⁠(d), Iowa, SUA), pe numele său întreg Michelle Lynn Monaghan, este o actriță americană binecunoscută  pentru rolurile sale din Misiune: Imposibilă III, Kiss Kiss Bang Bang, Gone Baby Gone, Made of Honor, The Heartbreak Kid, Eagle Eye sau Source Code.

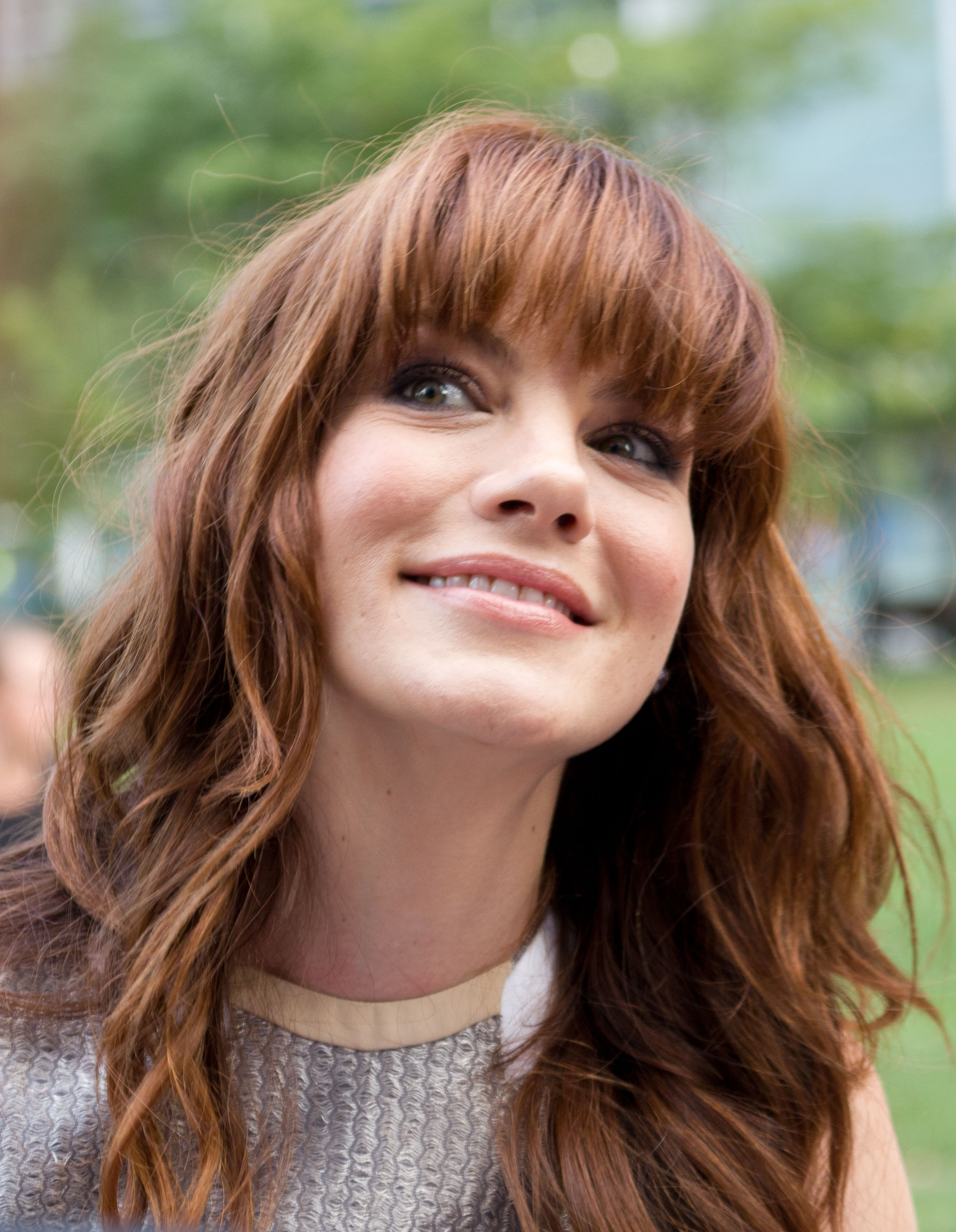
Michelle Monaghan în 2011

## Biografie
Monaghan s-a născut la Winthrop, Iowa. Este fiica lui Sharon (născută Hammel), care avea un centru de îngrijire familială în casa unde s-a născut actrița, și Robert Monaghan, un fermier, muncitor al unei fabrici.  Are doi frați mai mari, Bob și John și familia sa a adăpostit peste zece copii în 12 ani cât timp au deținut adăpostul. A absolvit liceul în 1994, din East Buchanan, unde a fost șefă de clasă și a jucat în mai multe piese de teatru. După absolvire s-a mutat la Chicago, unde a studiat jurnalismul la Columbia College. În timpul studiilor și-a început cariera de model. A lucrat în Statele Unite ale Americii, Milano, Singapore, Tokyo și Hong Kong. Mai avea un an până termina jurnalismul, dar a hotărât să se mute la New York pentru a-și continua cariera de actor.
Primele sale roluri au fost foarte mici. A apărut în serialul Young Americans de două ori, în Lege și Ordine, ambele în 2001. Și-a făcut debutul pe marele ecran în anul acela cu un mic rol în filmul Perfume, urmat de un alt rol, tot atât de mic în filmul Unfaithful.
Pe 5 noiembrie 2008 a născut o fetiță, Willow Katherine.

## Filmografie

### Film
| An   | Titlu                                | Rol                  | Note                   |
| ---- | ------------------------------------ | -------------------- | ---------------------- |
| 2001 | Perfume                              | Henrietta            |                        |
| 2002 | Unfaithful                           | Lindsay              |                        |
| 2003 | It Runs in the Family                | Peg Maloney          |                        |
| 2004 | Winter Solstice                      | Stacey               |                        |
| 2004 | The Bourne Supremacy                 | Kim                  |                        |
| 2005 | Constantine                          | Ellie                | Uncredited             |
| 2005 | Mr. & Mrs. Smith                     | Gwen                 |                        |
| 2005 | North Country                        | Sherry               |                        |
| 2005 | Kiss Kiss Bang Bang                  | Harmony Faith Lane   |                        |
| 2006 | Mission: Impossible III              | Julia Meade          |                        |
| 2007 | Gone Baby Gone                       | Angie Gennaro        |                        |
| 2007 | The Heartbreak Kid                   | Miranda              |                        |
| 2008 | Trucker                              | Diane Ford           |                        |
| 2008 | Made of Honor                        | Hannah               |                        |
| 2008 | Eagle Eye                            | Rachel Holloman      |                        |
| 2010 | Somewhere                            | Rebecca              |                        |
| 2010 | Due Date                             | Sarah Highman        |                        |
| 2011 | Source Code                          | Christina Warren     |                        |
| 2011 | Mission: Impossible – Ghost Protocol | Julia Meade-Hunt     | Uncredited             |
| 2011 | Machine Gun Preacher                 | Lynn Childers        |                        |
| 2012 | Tomorrow You're Gone                 | Florence Jane        |                        |
| 2013 | Penthouse North                      | Sara                 |                        |
| 2013 | Expecting                            | Andie                |                        |
| 2014 | Fort Bliss                           | Maggie Swann         |                        |
| 2014 | Better Living Through Chemistry      | Kara Varney          |                        |
| 2014 | Playing It Cool                      | Her                  |                        |
| 2014 | Justice League: War                  | Wonder Woman (voice) | Direct-to-video        |
| 2014 | The Best of Me                       | Amanda Collier       |                        |
| 2015 | Pixels                               | Violet van Patten    |                        |
| 2016 | Patriots Day                         | Carol Saunders       |                        |
| 2017 | Sleepless                            | Jennifer Bryant      |                        |
| 2017 | Sidney Hall                          | Mrs. Hall            |                        |
| 2019 | Transformers Movie                   | Shigure              | English dubbed actress |

### Televiziune
| An           | Titlu                             | Rol            | Note                                                                   |
| ------------ | --------------------------------- | -------------- | ---------------------------------------------------------------------- |
| 2000         | Young Americans                   | Caroline Busse | 2 episoade                                                             |
| 2001         | Law & Order: Special Victims Unit | Dana Kimble    | Episod: "Consent"                                                      |
| 2002         | Hack                              | Stacy Kumble   | Episod: "Favors"                                                       |
| 2002–03      | Boston Public                     | Kimberly Woods | Rol recurent, 8 episoade                                               |
| 2013         | American Dad!                     | Gina (voce)    | Episod: "Max Jets"                                                     |
| 2014         | True Detective                    | Maggie Hart    | Rol principal (sezon 1), 8 episoade                                    |
| 2015         | Comedy Bang! Bang!                | Ea însăși      | Episod: "Michelle Monaghan Wears a Burnt Orange Dress and White Heels" |
| 2016–prezent | The Path                          | Sarah Lane     | Rol principal                                                          |